# Gamochaeta subfalcata
Gamochaeta subfalcata é uma espécie de planta com flor pertencente à família Asteraceae. 
A autoridade científica da espécie é (Cabrera) Cabrera, tendo sido publicada em Boletín de la Sociedad Argentina de Botánica 9: 383. 1961.

## Portugal
Trata-se de uma espécie presente no território português, nomeadamente em Portugal Continental e no Arquipélago dos Açores.
Em termos de naturalidade é introduzida nas duas regiões atrás indicadas.

## Protecção
Não se encontra protegida por legislação portuguesa ou da Comunidade Europeia.